# Die zweite Haut
Die zweite Haut (Originaltitel: Second Skin) ist die fünfte Folge der dritten Staffel der US-amerikanischen Science-Fiction-Fernsehserie Star Trek: Deep Space Nine. Sie wurde in den Vereinigten Staaten über Syndication vermarktet und erstmals am 24. Oktober 1994 auf verschiedenen Fernsehsendern ausgestrahlt. In Deutschland war sie zum ersten Mal am 20. Februar 1996 in einer synchronisierten Fassung auf Sat.1 zu sehen.

## Handlung
Im Jahr 2371 erhält Kira Nerys, die erste Offizierin der Raumstation Deep Space Nine, eine seltsame Nachricht von ihrem Heimatplaneten Bajor: Alenis Grem, eine Mitarbeiterin des Zentralarchivs möchte von ihr Informationen über das Arbeitslager Elemspur, in dem Kira vor zehn Jahren während der cardassianischen Besatzung interniert gewesen sein soll. Kira hat jedoch keine Erinnerung daran, jemals dort gewesen zu sein. Allerdings gibt es Aufzeichnungen darüber und sogar ein ehemaliger Zellengenosse erinnert sich an sie. Sie will der Sache auf den Grund gehen und sich mit Alenis persönlich treffen. Einige Zeit später meldet sich Alenis erneut auf Deep Space Nine und informiert Commander Benjamin Sisko, dass Kira nicht bei ihr eingetroffen und offenbar spurlos verschwunden ist.
Kira findet sich in einem unbekannten Raum wieder. Durch einen Blick in einen Spiegel stellt sie schockiert fest, dass ihr Erscheinungsbild verändert wurde. Sie sieht jetzt aus wie eine Cardassianerin. Ein Mann namens Entek erklärt ihr, sie sei auf Cardassia Prime – Zuhause. Entek arbeitet für den Geheimdienst Obsidianischer Orden. Er behauptet, Kira sei ebenfalls eine Agentin namens Iliana Ghemor, die die Identität der echten Kira Nerys angenommen hatte, um den bajoranischen Widerstand zu unterwandern. Nun wurde sie zurückgeholt, um sie wieder in die cardassianische Gesellschaft einzugliedern. Ihr wurden Medikamente verabreicht, die ihr schon bald ihre wahren Erinnerungen zurückbringen sollen. Um diesen Prozess zu unterstützen, wurde sie in ihr Elternhaus gebracht. Entek stellt ihr ihrem angeblichen Vater vor: Legat Tekeny Ghemor, einen hochrangigen Offizier des cardassianischen Militärs. Ghemor ist überglücklich, seine Tochter endlich wiederzusehen. Kira weist ihn jedoch zurück, denn sie kann sich nur an ihren bajoranischen Vater erinnern, der im Kampf gegen die Cardassianer getötet wurde. Dennoch besteht Ghemor darauf, dass Entek und seine Leute ihn und Kira für eine Weile allein lassen.
Auf Deep Space Nine wird unterdessen Kiras Verschwinden untersucht. Sicherheitschef Odo findet Reste einer Energiesignatur, die sowohl von einem Transporter als auch von einer Waffe stammen könnte. Kira könnte also entführt aber auch getötet worden sein. Eine heiße Spur liefert schließlich Garak, der einzige auf der Station lebende Cardassianer und Geheimagent im Exil. Er hat in Erfahrung gebracht, dass sich Kira in den Händen des Obsidianischen Ordens befindet. Er behauptet, es gäbe nichts, was man dagegen tun könne. Sisko plant dennoch eine Rettungsoperation und erpresst Garak, ihm dabei zu helfen.
Ghemor macht Kira mit ihrer angeblichen Vergangenheit vertraut. Er erzählt von ihrem künstlerischen Talent und dass er gehofft hatte, sie würde dies zu ihrem Beruf machen. Sie war allerdings begierig, zum Obsidianischen Orden zu gehen und meldete sich freiwillig für die Mission auf Bajor. Nach einer Weile kommt Entek zurück. Er ist besorgt, weil die Medikamente noch keine Wirkung zeigen. Kiras Erinnerungen hätten eigentlich schon nach wenigen Stunden zurückkehren sollen, doch inzwischen ist sie bereits zwei Tage auf Cardassia. Er will von ihr Informationen über Deep Space Nine erfahren. Da sie seine Fragen jedoch nicht ernst nimmt, sieht er sich gezwungen, etwas anderes zu versuchen. Aus den Archiven des Obsidianischen Ordens lässt er etwas in Ghemors Haus beamen: Es ist der Leichnam von Kira Nerys. Kira hält ihn für eine Fälschung. Entek kann aber auch ein Erlebnis aus ihrer Vergangenheit auf Bajor wiedergeben, von dem außer ihr selbst niemand etwas wissen kann. Entek behauptet, dies sei eine künstliche Erinnerung, die ihr eingepflanzt wurde. Nun beginnt Kira, an ihrer Identität zu zweifeln. Sie versucht zu fliehen und löst dadurch einen stummen Alarm aus, aber Ghemor ist nachsichtig. Kira erklärt ihm, dass sie niemals mit dem Geheimdienst zusammenarbeiten wird. Ghemor versichert ihr, dass er auf keinen Fall zulassen wird, dass man ihr etwas antut, und er spielt ihr eine Aufzeichnung vor, die Iliana Ghemor vor ihrer Mission für sich selbst aufgenommen hat. Etwas später setzt Entek sein Verhör fort, dieses Mal mit mehr Nachdruck. Als Kira an seinen Fragen zu zerbrechen droht, schreitet Ghemor ein und schickt Entek fort. Er glaubt, der einzige Weg, um Kira zu helfen, sei es, sie von Cardassia fortzuschaffen.
Sisko bricht mit der USS Defiant nach Cardassia auf. Um unbemerkt in den cardassianischen Raum einzudringen, werden die Schilde des Schiffs so modifiziert, dass es wie ein kobheerianischer Frachter erscheint. Die Grenzwachen sind jedoch skeptisch und bestehen darauf, das Schiff zu durchsuchen. Garak drängt Sisko dazu, die Maskierung aufzugeben. Stattdessen übermittelt Garak einen Code, der den Eindruck vermittelt, die Defiant befände sich auf einer streng geheimen Mission. Nun wird ihr die freie Passage gewährt.
Ghemor macht Kira mit einem jungen Offizier namens Ari bekannt, der sie von Cardassia fortschaffen soll. Ghemor offenbart, dass sie beide einer Dissidentenbewegung angehören, die die Macht des Zentralkommandos einschränken möchte. Kira wird plötzlich klar, dass es bei dieser ganzen Sache gar nicht um sie ging. Sie war nur Mittel zum Zweck für den Obsidianischen Orden, um Ghemors Verbindung zur Dissidentenbewegung aufzudecken. Als auch Ghemor dies realisiert, ist es bereits zu spät. Entek und zwei Wachen betreten das Haus. Ari wird von ihnen erschossen, doch inzwischen hat die Defiant Cardassia erreicht und bevor Ghemor abgeführt werden kann, beamen Sisko, Garak und Odo in sein Haus. Odo überwältigt die Wachen und Garak erschießt Entek. Sie kehren mit Kira auf die Defiant zurück und Ghemor nimmt das Angebot an, sie zu begleiten.
Auf Deep Space Nine erhält Kira ihr bajoranisches Aussehen zurück. Stationsarzt Julian Bashir bestätigt, dass sie wirklich eine Bajoranerin ist. Ihr ist noch nicht ganz klar, warum Entek sich all die Mühe mit der Entführung und den gefälschten Beweisen gemacht hat. Ghemor erklärt, dass die Medikamente bei seiner echten Tochter gewirkt hätten. Sie hätte daraufhin mit dem Obsidianischen Orden kooperiert und es hätte keine Notwendigkeit bestanden, die Dissidentenbewegung zu kontaktieren. Ghemor gibt die Hoffnung nicht auf, seine echte Tochter eines Tages wiederzusehen. Er verlässt Deep Space Nine und fliegt zur Heimatwelt der Matheniten, die ihm Asyl gewährt haben. Zum Abschied gibt er Kira noch den Rat, niemals Garak zu vertrauen.

## Verbindungen zu anderen Star-Trek-Produktionen
Die Handlung von Die zweite Haut nimmt Bezug auf mehrere frühere Star-Trek-Produktionen:
- Folge 6.14 (Das Gesicht des Feindes) von Raumschiff Enterprise – Das nächste Jahrhundert basiert auf einer ähnlichen Grundprämisse. Hier wird Counselor Deanna Troi ebenfalls in eine andere Spezies (eine Romulanerin) verwandelt und verliert Teile ihrer Erinnerung.
- Garak erwähnt seine Reise nach Bajor in Folge 2.05 (Die Konspiration) von Star Trek: Deep Space Nine aus dem Jahr 1993.
- Die cardassianische Dissidentenbewegung wurde erstmals in Folge 2.18 (Profit und Verlust) von Star Trek: Deep Space Nine aus dem Jahr 1994 thematisiert.

Einige Elemente aus dieser Folge wurden in späteren Star-Trek-Produktionen wieder aufgegriffen:
- Garak erwähnt hier erstmals, dass er unter Klaustrophobie leidet. Dies spielt später in der Doppelfolge 5.14/15 (Der Schatten der Hölle / Im Lichte des Infernos) von 1997 und in Folge 7.03 (Nachempfindung) von 1998 noch eine Rolle.
- Folge 5.19 (Die Überwindung) aus dem Jahr 1997 ist eine Fortsetzung von Die zweite Haut.

## Produktion

### Drehbuch
Robert Hewitt Wolfe hatte ursprünglich die Idee, dass Miles O’Brien ein cardassianischer Agent sein sollte, der bereits vor Jahren die Identität des echten O’Brien angenommen hatte. Da Wolfe aber keine Erklärung dafür fand, wie O’Brien als Cardassianer eine menschliche Tochter haben konnte, musste er die Geschichte umschreiben und machte stattdessen Kira zur Hauptfigur. Wolfes hauptsächliche Inspirationsquellen für diese Folge waren die beiden Kurzgeschichten Träumen Roboter von elektrischen Schafen? und Erinnerungen en gros von Philip K. Dick, auf denen die Filme Blade Runner und Die totale Erinnerung – Total Recall basieren. Entek war ursprünglich als wiederkehrende Figur geplant, doch letztlich wurde entschieden, dass Garak ihn töten soll. Hierdurch sollte noch einmal unterstrichen werden, dass Garak nicht zu trauen ist und dass er nicht zögert, jemanden zu töten.

### Darsteller
Die Hauptfiguren Jake Sisko (Cirroc Lofton) und Miles O’Brien (Colm Meaney) haben in dieser Folge keinen Auftritt.
Cindy Katz, Darstellerin von Yteppa, spielte auch Kejal in der Doppelfolge 7.09/10 (Fleisch und Blut) von Star Trek: Raumschiff Voyager.
Lawrence Pressman spielte Tekeny Ghemor noch einmal in Die Überwindung. Er spielte außerdem einen Formwandler in Folge 3.26 (Der Widersacher) von Star Trek: Deep Space Nine.
Christopher Carroll, Darsteller von Gul Benil, spielte auch Alben in Folge 3.20 (Die neue Identität) von Star Trek: Raumschiff Voyager.

### Musik
Die zweite Haut ist die erste Star-Trek-Folge, für die David Bell die Musik komponierte.

### Effekte
Für Siskos Tarnidentität als kobheerianischer Captain wurden Aufnahmen aus Folge 1.19 (Der undurchschaubare Marritza) wiederverwendet.

## Rezeption
Keith DeCandido bewertete Die zweite Haut 2013 auf tor.com als eine herausragende Folge von Star Trek: Deep Space Nine, die großartig geschrieben, großartig inszeniert und großartig umgesetzt sei. Er lobte die Schauspielleistung von Nana Visitor und Andrew Robinson. An einzigen Negativpunkt bemängelte er, dass es doch recht unglaubwürdig erscheint, dass die echte Iliana Ghemor offenbar exakt so aussieht wie Kira Nerys.
Angelica Jade Bastién erstellte 2018 für vulture.com eine Liste der 15 besten Folgen von Star Trek: Deep Space Nine. Die zweite Haut führte sie dabei auf Platz 7.